# Portrait de jeune fille
Portrait de jeune fille est un tableau peint par Pablo Picasso en juillet-août 1914 à Avignon. Cette huile sur toile est le portrait cubiste d'une jeune fille, peut-être Eva Gouel. Elle est conservée au musée national d'Art moderne, à Paris.

## Expositions
- Le Cubisme, Centre national d'art et de culture Georges-Pompidou, Paris, 2018-2019.